# Andrea Previtali

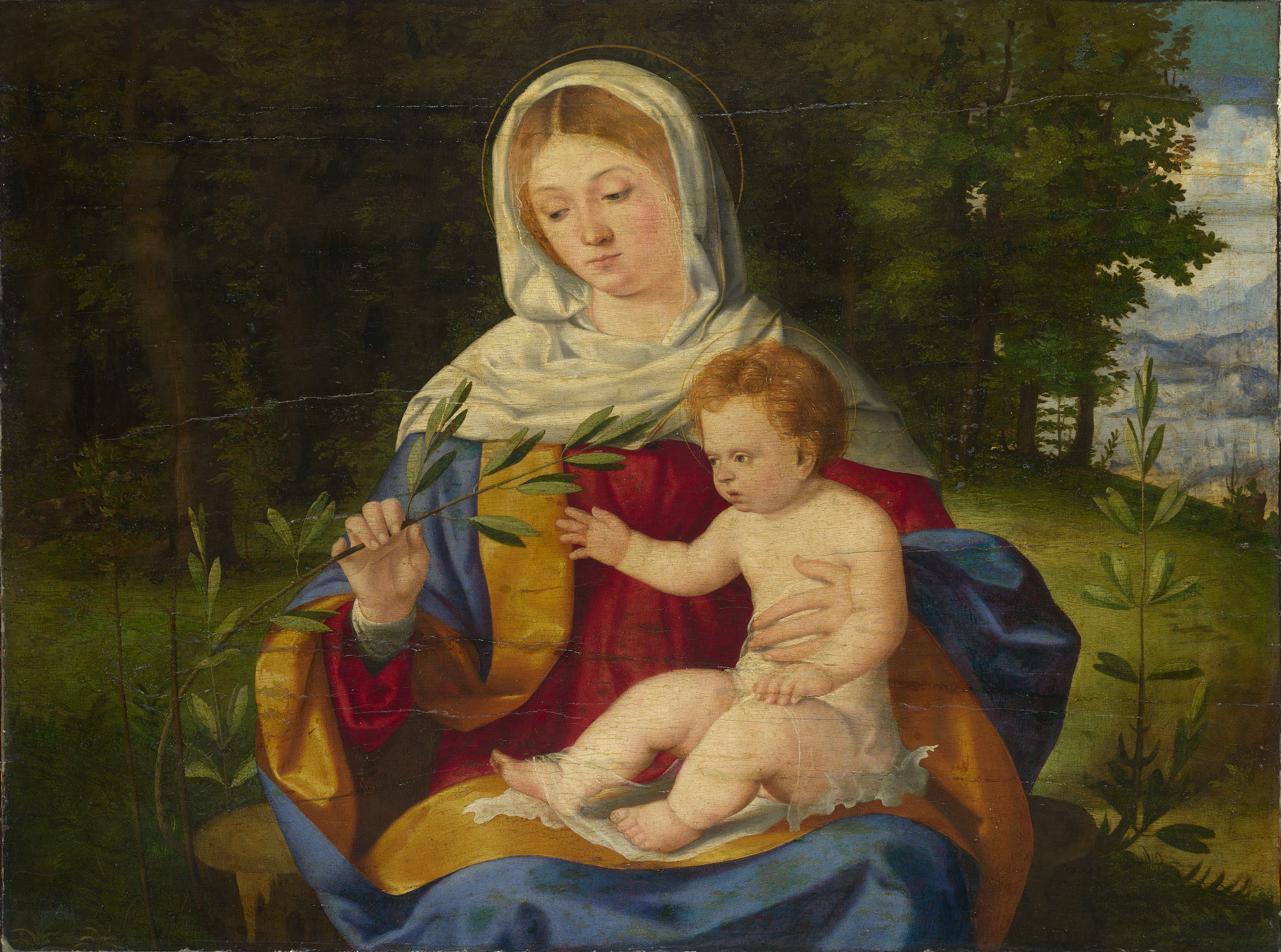
Jungfrun och Barnet med en olivkvist.

Andrea Previtali, född omkring 1480 i Berbenno, död omkring 1530 i Bergamo, var en italiensk målare.
Previtali var elev till Giovanni Bellini och verksam i Venedig, från 1511 i Bergamo. Bland hans arbeten, som utmärker sig för sina vackra landsfonder, märks Kristusbarnet välsignande en donator på Nivaagaard.